# Новые Ярыловичи
Но́вые Яры́ловичи (укр. Нові Яриловичі) — село в Черниговском районе Черниговской области Украины.
В 6 км от деревни расположен международный автомобильный пункт пропуска «Новые Ярыловичи».

## История
В июле 1995 года Кабинет министров Украины утвердил решение о приватизации находившегося здесь совхоза.
С конца февраля по начало апреля 2022 года село было оккупировано российскими войсками в ходе вторжения России на Украину.

## Власть
Орган местного самоуправления — Добрянская поселковая община. Почтовый адрес: 15011, Черниговская обл., Черниговский р-н, пгт Добрянка, ул. Центральная, 8.